# I Can’t Help Myself (Sugar Pie Honey Bunch)
I Can’t Help Myself (Sugar Pie Honey Bunch) ist ein Lied, das 1965 von The Four Tops für das Motownlabel aufgenommen wurde. Das Stück wurde vom erfolgreichen US-amerikanischen Songwriter- und Produzenten-Trio Holland–Dozier–Holland geschrieben und produziert. Das Lied war in den 1960er Jahren ein bekanntes Lied des Labels, das unter anderem Platz eins der Billboard Hot 100-Charts erreichte. Von den Lesern des Rolling-Stone-Magazins wurde das Lied auf Platz 415 der 500 besten Songs aller Zeiten gewählt.

## Kommerzieller Erfolg

### Chartplatzierungen
| ChartsChartplatzierungen       | Höchstplatzierung | Wochen |
| ------------------------------ | ----------------- | ------ |
| Vereinigte Staaten (Billboard) | 1 (14 Wo.)        | 14     |
| Vereinigtes Königreich (OCC)   | 10 (20 Wo.)       | 20     |

| ChartsJahrescharts (1965)      | Platzierung |
| ------------------------------ | ----------- |
| Vereinigte Staaten (Billboard) | 2           |

### Auszeichnungen für Musikverkäufe
| Land/Region                  | Auszeichnungen für Musikverkäufe (Land/Region, Auszeichnung, Verkäufe) | Verkäufe  |
| ---------------------------- | ---------------------------------------------------------------------- | --------- |
| Dänemark (IFPI)              | Gold                                                                   | 45.000    |
| Neuseeland (RMNZ)            | 2× Platin                                                              | 60.000    |
| Spanien (Promusicae)         | Gold                                                                   | 30.000    |
| Vereinigtes Königreich (BPI) | 2× Platin                                                              | 1.200.000 |
| Insgesamt                    | 2× Gold · 4× Platin ·                                                  | 1.335.000 |

## Coverversionen
Das Lied wurde unter anderem 1966 von den The Supremes und 1979 von Howard Carpendale gecovert.